# Chuyển nhượng đất đai ở tỉnh Ratanakiri
Bất chấp bộ luật năm 2001 cho phép các cộng đồng bản địa có được quyền sở hữu tập thể đối với vùng đất truyền thống, việc chuyển nhượng đất đai vẫn là một vấn đề lớn ở tỉnh Ratanakiri, Campuchia; một số ngôi làng gần như không có đất. Chính phủ Campuchia đã phải nhượng quyền đối với vùng đất theo truyền thống thuộc sở hữu của người dân bản địa Ratanakiri và thậm chí cả việc "mua bán" đất đai thường liên quan đến hối lộ quan chức, ép buộc, đe dọa hoặc cung cấp thông tin sai lệch. Ví dụ, một nhóm dân làng Ratanakiri vào năm 2001 đã được các đại diện quân đội trao muối và hứa hẹn phát triển để đổi lấy tài liệu có dấu vân tay—mà họ không hề hay biết—để chuyển quyền sở hữu vùng đất tổ tiên của họ cho một vị tướng quân đội.  Sau khi có sự tham gia của một số tổ chức phi chính phủ quốc tế, tần suất chuyển nhượng đất đai đã giảm đi. Các tổ chức phi chính phủ này đã hỗ trợ đào tạo quan chức chính quyền cấp tỉnh, thúc đẩy sự hiểu biết về những mối quan tâm của cộng đồng bản địa cũng như khuyến khích đối thoại giữa chính quyền cấp tỉnh và cấp quốc gia. Các dự án cấp quyền sở hữu đất cấp xã thí điểm nhằm tạo hiệu lực pháp lý cho quyền sở hữu đất đai truyền thống. Những sáng kiến quản lý tài nguyên thiên nhiên của cộng đồng ở Ratanakiri đã thành công và là hình mẫu cho các chương trình tương tự ở cấp quốc gia.